# Poupée de cire, poupée de son
„Poupée de cire, poupée de son“ (Vosková panenka, panenka vycpaná otrubami) je píseň, se kterou v roce 1965 francouzská zpěvačka France Gallová vyhrála soutěž Eurovision Song Contest. Jejím autorem je Serge Gainsbourg.
Text písně, kterým nezkušená dívka sděluje svůj vztah ke světu a svým písním, je založen na metaforách a slovních hříčkách; například název písně odkazuje na tradiční panenky s voskovou hlavičkou a vycpaným tělíčkem, ke kterým je zpěvačka přirovnávána, slovo „son“ ale znamená také tón či hlas (písně) a vosk hrozí se roztavit v „žáru chlapců“.
Českou verzi nazpívala v roce 1966 Eva Pilarová s textem Zdeňka Borovce pod názvem „Vosková panenka“. Další českou verzi této písničky nahrála Hana Zagorová, a sice s týmž názvem „Vosková panenka“, avšak odlišným textem. Tento text napsal rovněž Zdeněk Borovec.